# 上野尻駅
上野尻駅（かみのじりえき）は、福島県耶麻郡西会津町上野尻にある、東日本旅客鉄道（JR東日本）磐越西線の駅である。

## 歴史
- 1914年（大正3年）11月1日：鉄道院岩越線・野沢駅 - 津川駅間開通の際に新設[3]。
- 年月日不詳：待避線と駅舎側の下り線を撤去し、棒線化。
- 1972年（昭和47年）9月1日：貨物の取り扱いを廃止[4]。
- 1983年（昭和58年）2月28日：荷物の扱いを廃止[4]。駅員無配置駅となり[5]、簡易委託化。
- 1987年（昭和62年）4月1日：国鉄分割民営化により、JR東日本の駅となる[4][6]。
- 2021年（令和3年）4月1日：乗車券委託販売（簡易委託）の受託を解除し、終日無人化[7]。

## 駅構造
単式ホーム1面1線を有する地上駅である。かつては島式ホーム1面2線で、待避線もあった。
新津駅管理の無人駅である。ホームの西側に接して駅舎が置かれている。駅舎内には自動販売機と待合室がある。2008年（平成20年）までは、JA会津いいで群岡支所が併設されていた。

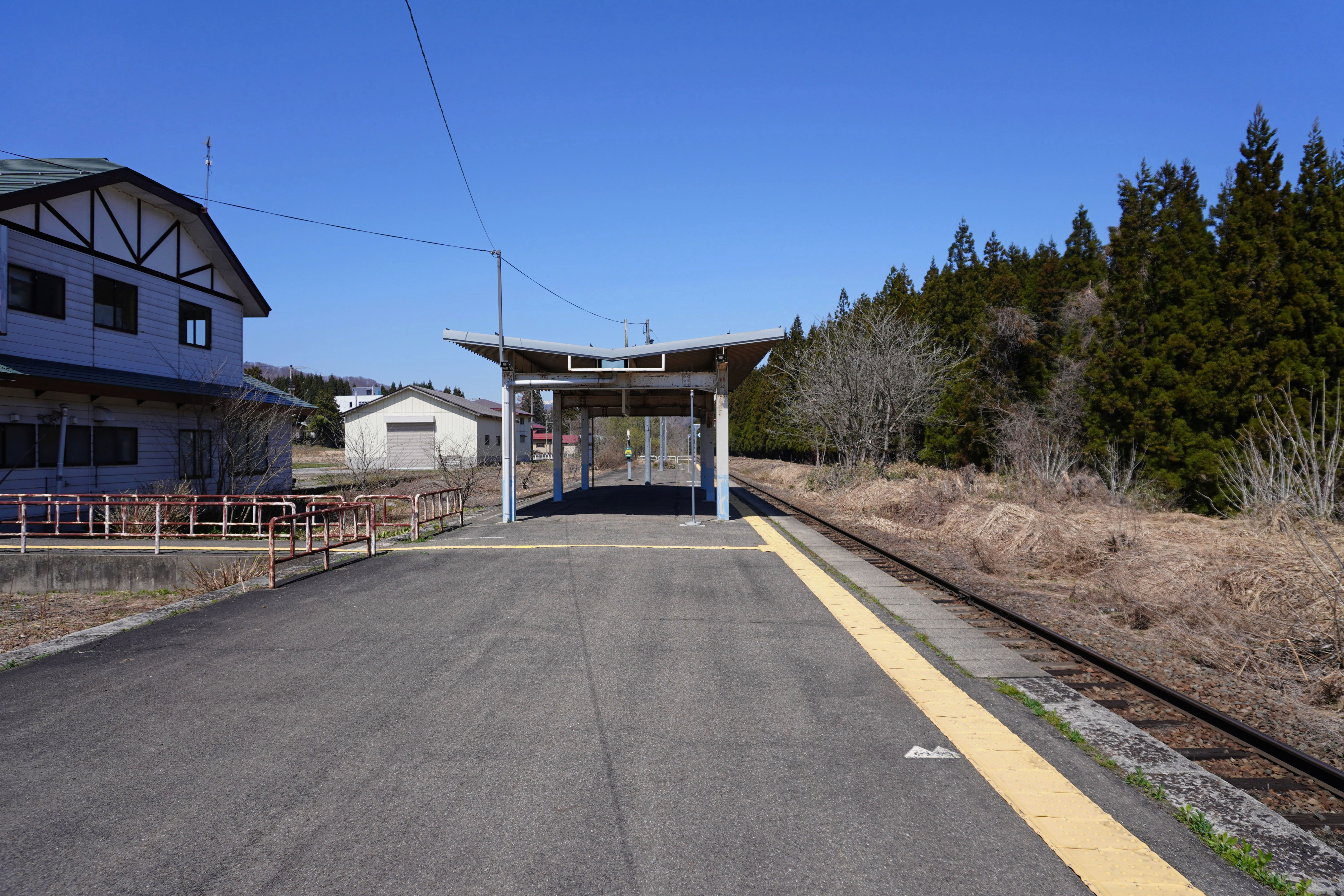
ホーム（2023年4月）

## 利用状況
JR東日本によると、2000年度（平成12年度）- 2019年度（令和元年度）の1日平均乗車人員の推移は以下のとおりであった。
| 1日平均乗車人員推移 | 1日平均乗車人員推移 | 1日平均乗車人員推移 | 1日平均乗車人員推移 | 1日平均乗車人員推移 |
| 年度                | 定期外              | 定期                | 合計                | 出典                |
| ------------------- | ------------------- | ------------------- | ------------------- | ------------------- |
| 2000年（平成12年）  |                     |                     | 76                  | [ 利用客数 1 ]      |
| 2001年（平成13年）  |                     |                     | 60                  | [ 利用客数 2 ]      |
| 2002年（平成14年）  |                     |                     | 47                  | [ 利用客数 3 ]      |
| 2003年（平成15年）  |                     |                     | 41                  | [ 利用客数 4 ]      |
| 2004年（平成16年）  |                     |                     | 40                  | [ 利用客数 5 ]      |
| 2005年（平成17年）  |                     |                     | 39                  | [ 利用客数 6 ]      |
| 2006年（平成18年）  |                     |                     | 37                  | [ 利用客数 7 ]      |
| 2007年（平成19年）  |                     |                     | 30                  | [ 利用客数 8 ]      |
| 2008年（平成20年）  |                     |                     | 27                  | [ 利用客数 9 ]      |
| 2009年（平成21年）  |                     |                     | 28                  | [ 利用客数 10 ]     |
| 2010年（平成22年）  |                     |                     | 23                  | [ 利用客数 11 ]     |
| 2011年（平成23年）  |                     |                     | 20                  | [ 利用客数 12 ]     |
| 2012年（平成24年）  | 6                   | 13                  | 19                  | [ 利用客数 13 ]     |
| 2013年（平成25年）  | 5                   | 20                  | 26                  | [ 利用客数 14 ]     |
| 2014年（平成26年）  | 4                   | 19                  | 24                  | [ 利用客数 15 ]     |
| 2015年（平成27年）  | 4                   | 14                  | 18                  | [ 利用客数 16 ]     |
| 2016年（平成28年）  | 4                   | 10                  | 15                  | [ 利用客数 17 ]     |
| 2017年（平成29年）  | 5                   | 11                  | 16                  | [ 利用客数 18 ]     |
| 2018年（平成30年）  | 4                   | 15                  | 20                  | [ 利用客数 19 ]     |
| 2019年（令和元年）  | 4                   | 15                  | 19                  | [ 利用客数 20 ]     |

## 駅周辺
越後街道の宿場、野尻宿として栄えた。周辺は農家民宿が数軒所在するほか、私設公民館や飲食店などがある。1985年（昭和60年）頃までは下野尻温泉 石田の湯・梅の湯があった。
- 福島県道370号上野尻停車場線
- 福島県道338号上郷下野尻線
- 国道49号
- 群岡郵便局
- 旧柴崎橋
- 会津技研 本社・工場
- 東北電力上野尻ダム（柴崎橋）、上野尻発電所、第二上野尻発電所
- 銚子の口

## 隣の駅
東日本旅客鉄道（JR東日本）
■磐越西線
野沢駅 - 上野尻駅 - 徳沢駅

### 記事本文
1. 1 2 3 4  “駅の情報（上野尻駅）：JR東日本”.   東日本旅客鉄道. 2024年11月17日閲覧。
2. 1 2 3 4 5  『週刊JR全駅・全車両基地』第50号、朝日新聞出版、2013年8月4日、25頁、2014年10月25日閲覧。
3. 1 2  歴史でめぐる鉄道全路線 国鉄・JR 6号、14頁
4. 1 2 3  石野哲（編）『停車場変遷大事典 国鉄・JR編 Ⅱ』（初版）JTB、1998年10月1日、518頁。ISBN 978-4-533-02980-6。
5. ↑  「国鉄各線CTC化急ピッチ」『交通新聞』交通協力会、1983年3月1日、1面。
6. ↑  歴史でめぐる鉄道全路線 国鉄・JR 6号、17頁
7. 1 2  “広報にしあいづNo.749 令和3年3月号 > JR上野尻駅での切符等の販売について” (PDF).   西会津町. p. 7 (2021年3月). 2021年3月22日時点のオリジナルよりアーカイブ。2021年3月22日閲覧。
8. 1 2  “西会津町観光ガイドブック じぶんいろ。”.   西会津町商工観光課. 2024年9月26日閲覧。
9. ↑  “あいづ農家民宿ガイドブック”.   福島県会津農林事務所 (2019年3月). 2025年6月19日閲覧。
10. ↑  “上野尻集落のご案内”.   ゲストハウスひととき. 2025年6月19日閲覧。
11. ↑  「にしあいづ物語 その43 野尻 温泉（鉱泉）事情」（PDF）『広報にしあいづ』第745号、西会津町、2020年11月、25頁。

### 利用状況
1. ↑  “各駅の乗車人員（2000年度）”.   東日本旅客鉄道. 2019年2月24日閲覧。
2. ↑  “各駅の乗車人員（2001年度）”.   東日本旅客鉄道. 2019年2月24日閲覧。
3. ↑  “各駅の乗車人員（2002年度）”.   東日本旅客鉄道. 2019年2月24日閲覧。
4. ↑  “各駅の乗車人員（2003年度）”.   東日本旅客鉄道. 2019年2月24日閲覧。
5. ↑  “各駅の乗車人員（2004年度）”.   東日本旅客鉄道. 2019年2月24日閲覧。
6. ↑  “各駅の乗車人員（2005年度）”.   東日本旅客鉄道. 2019年2月24日閲覧。
7. ↑  “各駅の乗車人員（2006年度）”.   東日本旅客鉄道. 2019年2月24日閲覧。
8. ↑  “各駅の乗車人員（2007年度）”.   東日本旅客鉄道. 2019年2月24日閲覧。
9. ↑  “各駅の乗車人員（2008年度）”.   東日本旅客鉄道. 2019年2月24日閲覧。
10. ↑  “各駅の乗車人員（2009年度）”.   東日本旅客鉄道. 2019年2月24日閲覧。
11. ↑  “各駅の乗車人員（2010年度）”.   東日本旅客鉄道. 2019年2月24日閲覧。
12. ↑  “各駅の乗車人員（2011年度）”.   東日本旅客鉄道. 2019年2月24日閲覧。
13. ↑  “各駅の乗車人員（2012年度）”.   東日本旅客鉄道. 2019年2月24日閲覧。
14. ↑  “各駅の乗車人員（2013年度）”.   東日本旅客鉄道. 2019年2月24日閲覧。
15. ↑  “各駅の乗車人員（2014年度）”.   東日本旅客鉄道. 2019年2月24日閲覧。
16. ↑  “各駅の乗車人員（2015年度）”.   東日本旅客鉄道. 2019年2月24日閲覧。
17. ↑  “各駅の乗車人員（2016年度）”.   東日本旅客鉄道. 2019年2月24日閲覧。
18. ↑  “各駅の乗車人員（2017年度）”.   東日本旅客鉄道. 2019年2月24日閲覧。
19. ↑  “各駅の乗車人員（2018年度）”.   東日本旅客鉄道. 2019年7月21日閲覧。
20. ↑  “各駅の乗車人員（2019年度）”.   東日本旅客鉄道. 2020年7月13日閲覧。